# Lecionário 1614
O Lecionário 1614 (designado pela sigla ℓ 1614 na classificação de Gregory-Aland) é um antigo manuscrito do Novo Testamento, paleograficamente datado do Século VII/VIII d.C.[a]
Este codex contém algumas lições dos evangelhos de Mateus, Marcos e Lucas (conhecido como Evangelistarium) bem como alguns textos não bíblicos[a]. Foi escrito em grego e copta, e actualmente se encontra na Universidade de Michigan.